# Белжиці
Белжи́це (пол. Bełżyce) — місто в східній Польщі. Належить до Люблінського повіту Люблінського воєводства. Центр місько-сільської ґміни Белжице.

## Демографія
Демографічна структура станом на 31 березня 2011 року:
|          | Загалом | Допрацездатний вік | Працездатний вік | Постпрацездатний вік |
| -------- | ------- | ------------------ | ---------------- | -------------------- |
| Чоловіки | 3334    | 676                | 2353             | 305                  |
| Жінки    | 3541    | 643                | 2202             | 696                  |
| Разом    | 6875    | 1319               | 4555             | 1001                 |

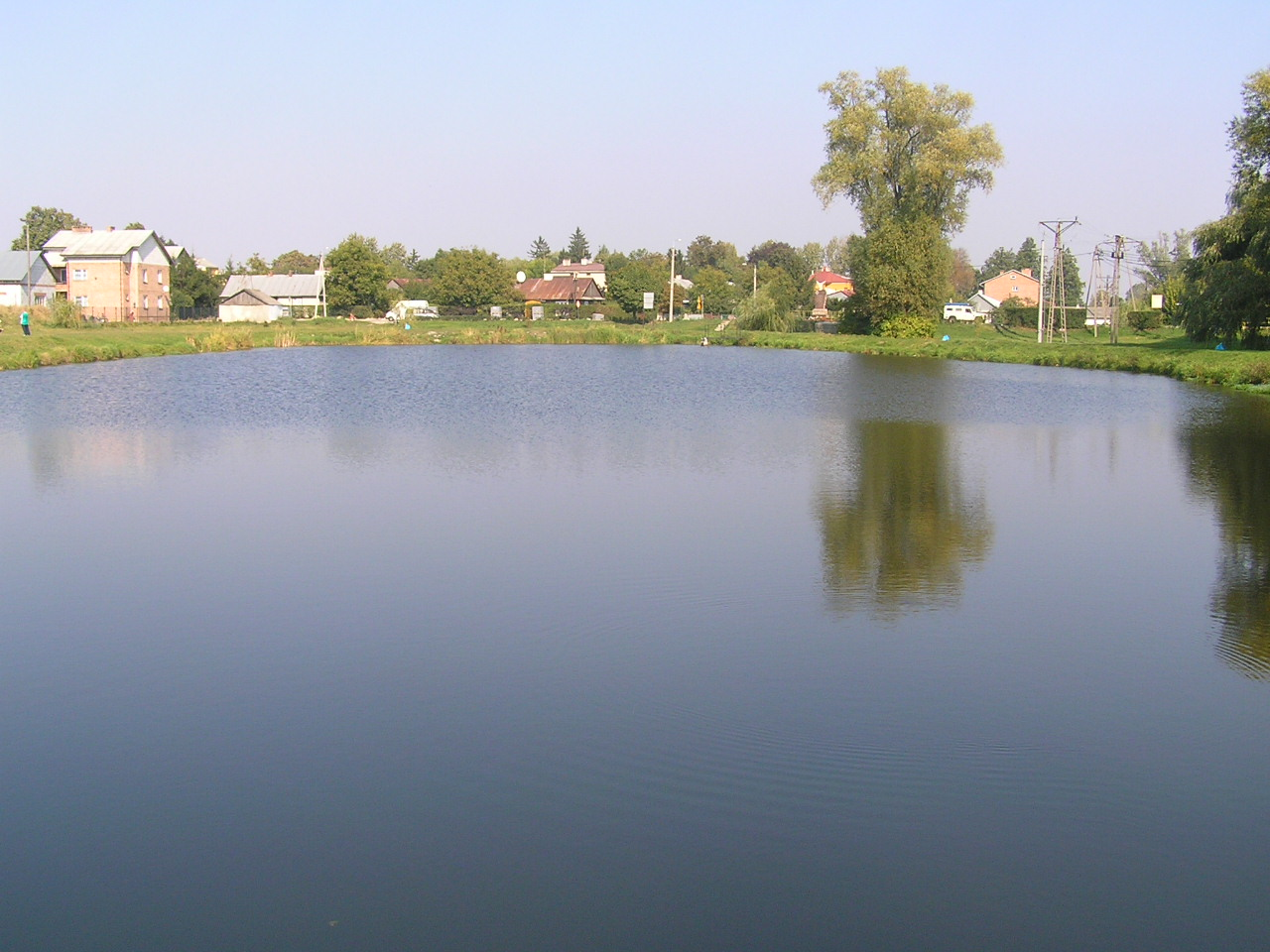
Ставок — вид на вулицю Казимірську
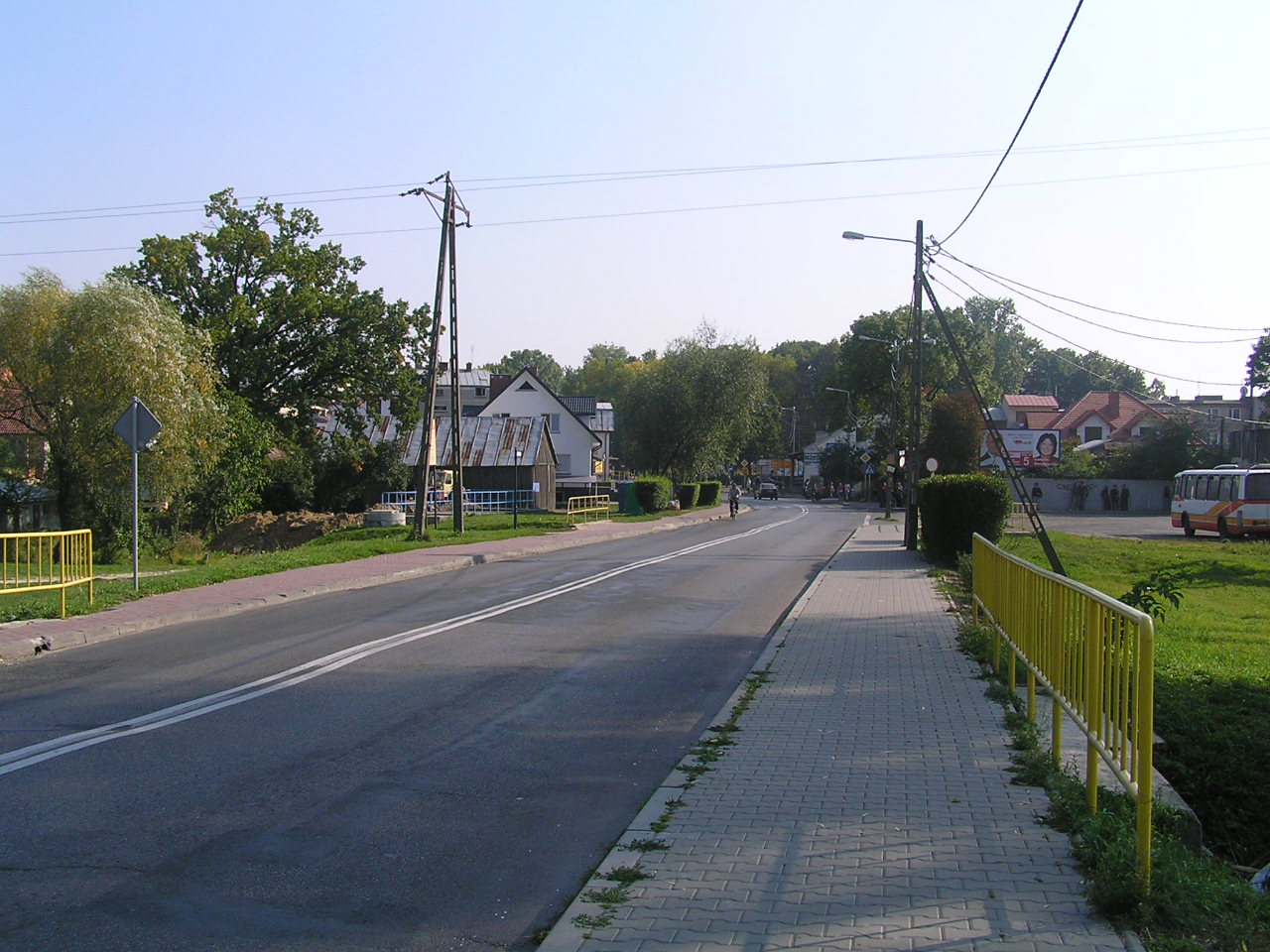
Вулиця Казимірська